# Craig Dykema
Craig Dykema (nacido el 11 de junio de 1959 en Lakewood, Colorado) es un exjugador de baloncesto estadounidense. Con 2,03 metros de estatura, jugaba en la posición de alero.

## Trayectoria
- 1977-1979  Long Beach State Community College
- 1979-1981 Universidad de Long Beach State
- 1981-1982 Phoenix Suns
- 1984-1985 Licor 43 Santa Coloma
- 1985-1986 Caja Madrid
- 1986-1987 Cacaolat Granollers

## Estadísticas de su carrera en la NBA

### Temporada regular
| Año     | Equipo  | PJ | PT | MPP | %TC  | %3P  | %TL  | RPP | APP | ROB | TPP | PPP |
| ------- | ------- | -- | -- | --- | ---- | ---- | ---- | --- | --- | --- | --- | --- |
| 1981-82 | Phoenix | 32 | 0  | 3.2 | .459 | .500 | .778 | .4  | .5  | .1  | .0  | 1.3 |
| Total   | Total   | 32 | 0  | 3.2 | .459 | .500 | .778 | .4  | .5  | .1  | .0  | 1.3 |